# War Leaders: Clash of Nations
 (juillet 2015).
Si vous disposez d'ouvrages ou d'articles de référence ou si vous connaissez des sites web de qualité traitant du thème abordé ici, merci de compléter l'article en donnant les références utiles à sa vérifiabilité et en les liant à la section « Notes et références ».
War Leaders: Clash of Nations est un jeu de stratégie tour par tour pour PC  développé et édité par la firme espagnole Enigma Software, qui est sorti en 2008.
Le principal gameplay du jeu reste le tour par tour et la gestion. Bien qu'elles puissent être confiées à l'ordinateur, les batailles peuvent tout à fait être jouées par le joueur, donnant lieu à un affrontement en temps réel. 
War Leaders a pour thème la Seconde Guerre mondiale, et propose au joueur de commander une des principales nations belligérantes de ce conflit. Le degré de réalisme historique peut cependant être réglé selon les désirs du joueur, rendant le jeu plus ou moins fidèle à la réalité historique. Ainsi, il est possible de mettre en place des uchronies.

## Système de jeu
Le jeu, considéré par certains comme un copié-collé des Total War, possède une phase de tour par tour sur la Terre entière, et des batailles en temps réel. Ces dernières sont critiquées, car malgré leur réalisme graphique, elles ne ressemblent en aucun cas à celle de La Seconde Guerre Mondiale.

### Tour par tour
Durant la phase au tour par tour, le joueur a sous ses yeux la carte du monde entier, avec :
- les territoires, les siens comme ceux de ses adversaires. Le territoire est coloré selon son propriétaire ;
- les ressources présentes sur ces territoires ;
- ses armées et celles de ses alliés. Les armées ennemies ne sont visibles que si adjacentes, ou si le brouillard de guerre est désactivé ;
- le territoire-capital de chaque faction est représenté avec un monument ( Tour Eiffel pour Paris, Cathédrale St Basile pour Moscou… ).

C'est sous cette interface que les principales actions de jeu sont effectuées. Le déplacement des armées en est une des principales. Lorsqu'une armée avance sur un territoire ennemi, une bataille a lieu, qu'il est possible de soit résoudre soi-même, en STR, soit de "sauter", le résultat étant alors décidé par l'ordinateur, se basant le plus souvent sur le nombre de troupes. La faction qui ressort victorieuse de la bataille gagne le territoire (ou le conserve si elle était en position de défense). Les armées composées d'avions ou de navires ne peuvent pas capturer un territoire, mais peuvent apporter un soutien indéniable à une armée terrestre. À noter qu'attaquer avec une armée aérienne un territoire ennemi non occupé permet de bombarder les bâtiments qui y sont.
Le joueur doit, en plus de mener la guerre, gérer son pays, c'est-à-dire tous les territoires qui lui appartiennent. Ces-derniers sont parfois fantaisistes, telle la région Picardie (englobant le Nord, la Champagne et le Luxembourg ), ou la Chine ne comportant qu'un seul territoire.
Les territoires sont imposables, et le revenu dépend de la richesse du territoire. Un trop haut taux d'imposition peut mécontenter la population, pouvant même mener à une rébellion ouverte du territoire en question.
Différents bâtiments peuvent être construits sur le territoire. Ces bâtiments ont différentes utilités. La Forteresse côtière augmente la défense du territoire lorsqu'il subit une attaque de la part de navires ennemis ; l'Usine de véhicules légers permet de produire les unités éponymes, c'est-à-dire les véhicules de reconnaissance et parfois des chars légers ; etc.
Outre la construction de bâtiments, le joueur peut également construire des unités militaires, si le bâtiment adéquat est construit sur le territoire, et, dans certains cas, si la nation possède les matières premières requises. Ainsi, un fantassin de base nécessite une Caserne de troupes régulières pour être formé.
À savoir que beaucoup d'actions, comme l'imposition ou la production de troupes, peuvent être automatisées et gérées par l'ordinateur.
L
e Ministère de l'économie permet de réguler le taux d'imposition. L'augmenter permet de percevoir davantage de revenus, mais peut engendrer un fort mécontentement de la part de la population.
Le Ministère de la recherche permet au joueur de développer différentes technologie, dans différents domaines. Ces technologies apportent souvent du bénéfice à la valeur de l'armée. La technologie Ordinateur augmente l'efficacité des unités d'artillerie, la technologie Technique de sniper permet de former des tireurs d'élite dans les territoires équipés de Caserne de troupes d'élite… jusqu'à la découverte de la bombe atomique, qui est la dernière technologie du jeu. La découverte d'une technologie s'effectue plus ou moins rapidement. Elle dépend surtout du taux de science. L'augmenter permet de découvrir des technologies plus vite, mais coûte plus cher. La construction de Centre de recherche sur les territoires permet d'augmenter encore la rapidité d'une découverte.
Le Ministère des Affaires étrangères permet d'interrargir avec les autres nations, belligérantes ou neutres. En Rigueur historique élevée ou intermédiaire, les alliés et ennemis du joueur sont prédéfinis et dépendent de la faction qu'il a choisi. Mais en Rigueur historique faible, le joueur peut nouer des alliances et faire la guerre à qui il souhaite. Lors d'un entretien avec une autre nation, le joueur peut déclarer la guerre, proposer une trêve, un traité de paix, une alliance. Il peut prêter de l'argent, ou en demander. L'échange de technologies et de matières premières est également possible, de même qu'exiger un territoire ou en céder. L'humeur de l'interlocuteur, sa méfiance et son affinité envers le joueur augmentent (ou diminuent) les chances que l'offre soit acceptée.
Le Ministère de l'Intérieur permet de visualiser la situation interne du pays, notamment le niveau d'approbation de sa population.
Le Ministère de la Défense permet de gérer l'ensemble de ses armées, réparties à travers le monde.
Lorsque le joueur le joueur a accompli toutes ses actions, il ne lui reste qu'à appuyer sur le bouton Fin de tour. Un tour correspond à une semaine.
Durant l'entre-deux tours, les déplacements des troupes ordonnés par le joueur s'effectuent. Les autres factions jouent également chacune à leur tour.
Durant cette période, le joueur peut être amené à négocier avec les autres chefs d'État, ou à résoudre des batailles. S'il choisit de commander lui-même les troupes, le jeu passe en mode STR.

### Temps réel
Lors de la phase en temps réel, le joueur se retrouve sur le champ de bataille à commander ses hommes. La partie est initialement en pause, permettant au joueur de prendre connaissance du terrain, de voir de quelles troupes dispose-t-il ainsi que son adversaire, et d'élaborer une tactique. L'interface se présente comme celui de la plupart des RTS, avec une carte, un panneau d'information et un panneau de commande.
En haut de l'écran se trouve également un tableau comparant approximativement le potentiel global des forces en présence. Ce tableau évolue durant la bataille, permettant de savoir rapidement qui a l'avantage.
Lorsque le joueur est prêt, il peut alors appuyer sur le bouton Commencer, situé sur le tableau du potentiel. Le chronomètre commence, laissant au joueur environ vingt minutes pour gagner la bataille. Pour y parvenir, le joueur doit anéantir toutes les unités terrestres ennemies.
Durant la bataille, le joueur dispose de diverses fonctionnalités. Il peut par exemple ordonner à ses hommes de s'accroupir, de se coucher. Il peut aussi modifier la façon dont vont se déplacer ses troupes, de façon plus agressive ou au contraire plus prudente. Des groupes de combat peuvent également être constitués. Si son armée est commandée par un général, le joueur peut déléguer à ce-dernier le commandement de troupes. Si le joueur envahissait le territoire avec, en plus de son armée terrestre, une armée aérienne, ou disposait de navires de guerre sur la côte, il dispose alors dans la bataille d'avions et de navires, apportant un soutien non négligeable aux troupes au sol.

### Gagner une campagne
Les conditions de victoire changent selon la Rigueur historique choisie.
En Rigueur historique élevée ou intermédiaire, la victoire s'obtient en vainquant le camp adverse (Axe ou Alliés selon la faction choisie). Soit en éliminant tous les chefs de guerre des factions ennemies, soit en s'emparant de tous leurs territoires.
En Rigueur historique faible, la victoire s'obtient soit en éliminant toutes les factions, soit en possédant 80 % des territoires du monde, soit en ayant le meilleur score lorsque la partie se termine en 1950.

## Différentes factions
War Leaders met en scène sept pays parmi les principales nations de la Seconde Guerre mondiale.
- Allemagne nazie

L'Allemagne (1939), dépossédée de ses colonies, ne disposent que de peu de territoires de départ, et nécessite donc une expansion dès le début de la partie pour se maintenir à un niveau économique stable.
Cependant, l'Allemagne dispose d'un grand panel d'unités, en particulier les chars, allant du premier Panzer au prototype du Panzerkampfwagen VIII Maus.
Les territoires de l'Allemagne sont représentés en noir.
Son dirigeant est Adolf Hitler.
- Italie fasciste

L'Italie (1940) ne dispose que de deux colonies : la Libye, et l'Éthiopie, conquise en 1937. Ce-dernier territoire s'avère très vulnérable car encerclé par des colonies britanniques.
Son principal défaut est son armement médiocre et moins performant que celui des autres factions. Son moral est également plus fragile.
L'avantage de l'Italie est sans doute sa marine, très présente en Méditerranée.
La couleur de l'Italie est le jaune foncé.
Son dirigeant est Benito Mussolini.
- Japon Shôwa

Le Japon (1941) souffre d'une économie de départ fragile, et, comme l'Allemagne, doit se montrer agressif dès le début de la partie pour mener convenablement la guerre. L'expansion se fait facilement, car les territoires orientaux de l'URSS et les colonies européennes ne sont que très peu défendues.
Bien que ses unités blindés ne soient pas aussi puissantes que celles d'autre nations, le Japon dispose en revanche de la deuxième marine de guerre du monde, et d'une aviation redoutable.
La couleur du Japon est le jaune clair.
Son dirigeant est Hideki Tōjō.
- Union des républiques socialistes soviétiques

L'URSS (1941) dispose d'un immense territoire, ce qui s'avère être à la fois un avantage et un inconvénient. De plus, son économie est fragile au début de la campagne, et ses unités sont très dispersées.
Toutefois, le potentiel de ses chars ne doit pas être sous-estimé, notamment le T-34.
La couleur de l'URSS est le rouge.
Son dirigeant est Joseph Staline.
- France

La France (1939) possède un grand nombre de territoires, notamment en Afrique, grâce à son empire colonial.
Elle possède des unités performantes dans l'ensemble, comme le char B1 ou le chasseur Dewoitine D.520, mais qui demandent beaucoup de temps à être disponibles.
La couleur de la France est le bleu.
Son dirigeant est Charles de Gaulle.
- Royaume-Uni

Le Royaume-Uni (1939) est la faction possédant le plus de territoire, à savoir son empire colonial et le Commonwealth (Australie, Canada…).
Elle dispose également d'une importante marine.
Mais ses troupes sont dans l'ensemble très dispersées. Seule la métropole concentre des forces importantes.
La couleur du Royaume-Uni est le violet.
Son dirigeant est Winston Churchill.
- États-Unis

Les États-Unis (1941) sont sans doute la nation la plus simple à jouer. Disposant d'une puissance industrielle et économique considérable, ils sont à l'abri de la banqueroute. Ils possèdent également une impressionnante force navale. Et, surtout, étant isolé, ils n'ont pas à craindre une invasion, du moins pas au début de la guerre, et peuvent ainsi se développer tranquillement.
Le défaut que l'on peut relever serait la faiblesse des unités de départ, le joueur devant attendre avant de pouvoir produire des unités vraiment performantes.
La couleur des États-Unis est le vert.
Son dirigeant est Franklin D. Roosevelt.
- Autres

D'autres nations belligérantes sont présentes dans le jeu, comme la Chine ou la Pologne, mais sont ici représentées comme étant neutres.
Les nations neutres ont comme couleur le blanc. L’interaction avec ces nations est très limitée.

## Liste des unités

### Infanterie
- Fantassin

Unité de base, armée d'un fusil et de grenades pouvant être utilisées contre les véhicules. Les fantassins sont fournis en grand nombre (une unité de Fantassin en mode Tour par Tour donne huit unités en STR ). Ils peuvent entrer dans les bunkers ou autres bâtiments. Etrangement, les unités d'infanterie ont un fort potentiel, et il n'est pas rare que lors d'une résolution automatique de la bataille, la victoire soit donnée à celui qui a le plus de fantassins.
- Fantassin d'élite

Un soldat mieux armé et plus puissant que le fantassin traditionnel. À noter que le fantassin d'élite n'est pas disponible pour toutes les factions.
- Unité commando

Une unité rapide, équipée de grenades et d'un pistolet-mitrailleur, capable de devenir invisible pendant un court laps de temps. Idéale pour l'élimination de cibles précises, comme les généraux.
- Sniper

Un tireur d'élite équipé d'un fusil à lunette, avec une longue portée de tir et à la précision redoutable.
- Parachutiste

Armés d'un pistolet-mitrailleur et de grenades, les parachutistes peuvent être appelés durant la bataille. Une fois au sol, ils sont des combattants redoutables.
- Génie

Homme à tout faire de la troupe, il répare les véhicules et ravitaille en munitions et en carburant les autres unités. N'étant pas armé, il constitue cependant une cible vulnérable.
- Auxiliaire médical

Médecin accourant auprès de vos hommes blessés pour les soigner. Comme le génie, il est désarmé et fragile.
- Mitrailleur

Un soldat équipé d'un fusil mitrailleur, à la cadence de tir et à la portée élevée, mais manquant de précision.
- Pointeur au mortier

Une unité tirant à distance des obus sur l'ennemi. Les pointeurs au mortier comblent tout à fait l'absence d'artillerie. Utilisés convenablement, ils sont une arme décisive.
- Canonnier antichar

Un soldat équipé d'un lance-roquette ou d'un fusil tirant des grenades antichars. En l'absence de moyens plus adéquats, ils constituent une première défense contre les blindés.

### Antichars
- Canon antichar

Une pièce antichar redoutable contre les unités blindées, mais sans camion pour la remorquer, elle est lente est vulnérable.
- Chasseur de char

Un véhicule blindé antichar, motorisé et alliant vitesse et puissance de feu.
Exemple : Semovente 75/18 italien

### Chars
- Chars léger

Des chars au blindage léger, mais à la rapidité élevée. Très utiles en début de campagne, ils deviennent rapidement obsolètes lorsque apparaissent des chars au blindage plus épais et à la puissance de feu supérieure. Exemple : Type 95 Ha-Go japonais.
- Char moyen

Un char alliant rapidité et blindage, ainsi qu'une puissance de feu convenable. Il ne fait cependant pas le poids dans une confrontation directe contre des chars lourds. Exemple : M4 Sherman américain.
- Char lourd

Un char particulièrement résistant et à la puissance de feu redoutable, mais pénalisé par sa lenteur. Exemple : Char B1 français.

### Automitrailleuses
Des unités blindées de reconnaissance, particulièrement rapides. Armées d'une mitrailleuse, parfois d'un canon léger, elles ne peuvent réellement faire face que contre l'infanterie ou d'autres unités faiblement armées.
Exemple : BA-64 soviétique

### Artilleries
- Pièce d'artillerie

Un canon à la longue portée de tir. Bien positionnées et bien protégées, les pièces d'artillerie garantissent une victoire à quasiment tous les coups.
Exemple : Canon de 75 français
- Artillerie automotrice

Une artillerie mobile, éliminant la lenteur et la vulnérabilité des pièces d'artillerie à terre. Elles constituent indéniablement des armes redoutables.
Exemple : Wespe allemand

### Antiaérien
Des pièces antiaériennes, infligeant des dégâts aux avions ennemis survolant la zone. En grand nombre, elles dissuaderont le joueur adverse d'appeler son aviation.

### Camions
- Camion de transport

Un véhicule permettant de transporter les troupes d'infanterie, et de remorquer les pièces d'artillerie ou antichar. Il est cependant très vulnérable.
- Camion de ravitaillement

Un camion ravitaillant en munitions et carburant vos unités. Peut lui aussi tracter des canons.

### Aviation
- Chasseur

Un avion de chasse pouvant être appelé pour protéger les cieux de la présence aérienne ennemie.
Exemple : Hawker Hurricane britannique
- Bombardier stratégique

Un bombardier en palier, larguant un tapis de bombes sur la zone ciblée.
Exemple : Heinkel He 111 allemand
- Bombardier tactique

Un bombardier en piqué, larguant une bombe sur une cible précise.
Exemple : de Havilland DH.98 Mosquito britannique

### Navires
- Cuirassé

Un puissant navire de guerre pouvant bombarder les côtes lors des parties en STR.
- Croiseur

Un navire de guerre plus léger et moins coûteux que le cuirassé.
- Porte-avions

Un navire pouvant transporter des avions par delà l'onde.
- Sous-marin

Un engin submersible redoutable contre les autres navires.
- Destroyer

Un navire spécialisé dans la lutte contre les sous-marins.

### Missiles
- Bombe volante V1

Un missile explosant à l'impact et infligeant des dégâts aux unités présentes sur le territoire.
- Fusée V2

Un missile infligeant encore plus de dommages.
- Bombe atomique

L'arme ultime du jeu, inflige des dommages considérables aux unités présentes sur le territoire.

## Unités spéciales
- Le chef de guerre

Le chef de guerre est le dirigeant de la faction que le joueur commande. Bien que ne pouvant ni combattre, ni capturer de territoires, il est capable de remonter le moral des troupes présentes sur le même territoire que lui.
Il représente néanmoins une cible de choix pour les Espions ennemis. Ces-derniers peuvent en effet tenter de l'assassiner. S'ils y parviennent, la partie est un échec. Le chef de guerre peut être protégé des Espions ennemis si on lui affecte des Espions en garde du corps.
- Général

Un général peut apparaître à l'issue d'une bataille. En plus de remonter le moral des hommes, il peut se voir confier le commandement des troupes lors d'une bataille en temps réel. Tout comme pour le chef de guerre, le joueur peut affecter des Espions comme garde du corps auprès du général afin de le protéger des tentatives d'assassinat.
Les généraux du jeu sont des généraux ayant réellement commandé durant la Seconde Guerre Mondiale, comme George Patton, Philippe Leclerc de Hauteclocque ou Tomoyuki Yamashita.
- Héros

Tout comme les généraux, les héros peuvent apparaître à l'issue d'une bataille. Une unité élevée au rang de héros voit ses capacités augmenter, et améliore le moral de l'armée à laquelle elle appartient.
- Espion

Les Espions sont des unités redoutables s'ils sont bien utilisés. Ils peuvent accomplir plusieurs tâches : observer en détail un territoire ennemi, voler une technologie, saboter une installation, encourager à la révolte, assassiner un général ou un chef de guerre. La réussite de la mission n'est cependant pas garantie.
Les Espions sont invisibles aux yeux de leurs adversaires. Seuls les autres Espions sont capables de les détecter.

## Réalisme historique
Le jeu s'avère très fidèle à l'Histoire par rapport à l'armement, aux véhicules, aux uniformes, qui sont reproduits fidèlement.
Toutefois, certains détails ont surpris nombre de joueurs. Comment ne pas s'étonner que les États-Unis, lorsque contrôlés par l'ordinateur, entrent en guerre contre les pays d'Amérique latine. Ou que lorsque la partie commence le 1er septembre 1939, l'Allemagne est déjà en guerre contre le Royaume-Uni et la France mais ne l'est pas contre la Pologne.

## Accueil
| War Leaders: Clash of Nations |      |       |
| Média                         | Pays | Notes |
| Canard PC                     | FR   | 5/10  |
| Gamekult                      | FR   | 5/10  |
| Jeuxvideo.com                 | FR   | 14/20 |
| Joystick                      | FR   | 6/10  |